# American Apparel

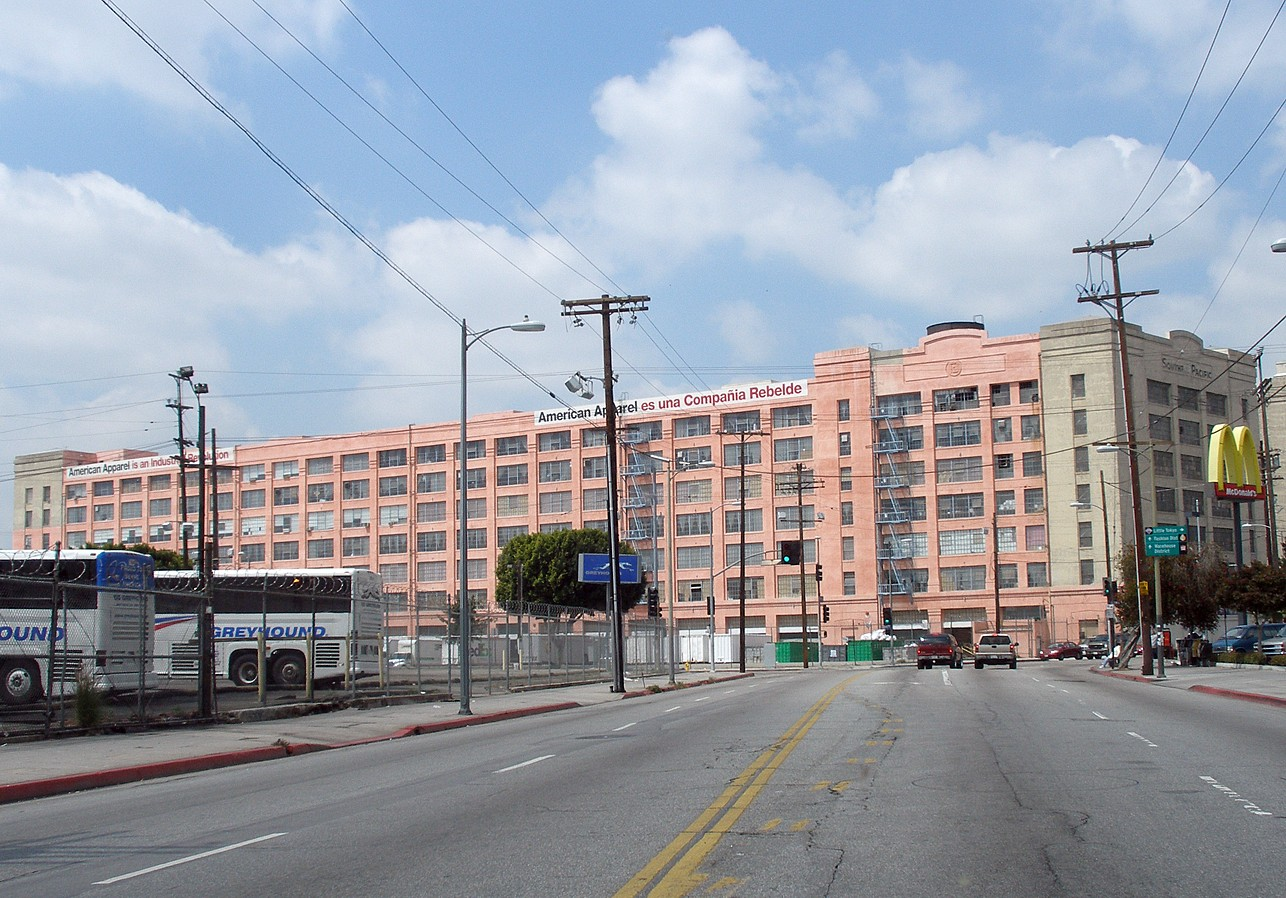
Ehemalige Fabrik von American Apparel, heute ein Einkaufszentrum in Downtown Los Angeles

American Apparel ist eine 1989 gegründete US-amerikanische Modemarke aus Los Angeles, die seit 2016 nur noch über den Onlinehandel verkauft wird. Sie war in den 2000er und 2010er Jahren für ihre schlichten und dennoch modischen Kleidungsstücke für junge Frauen und Männer bekannt, die ausschließlich in den USA produziert wurden. Zwischenzeitlich betrieb das Unternehmen des Gründers Dov Charney über 250 Läden weltweit, musste jedoch 2015 und 2016 zweimal Insolvenz anmelden.
Seit 2016 gehört die Marke zu dem kanadischen Bekleidungsunternehmen Gildan Activewear.

## Geschichte

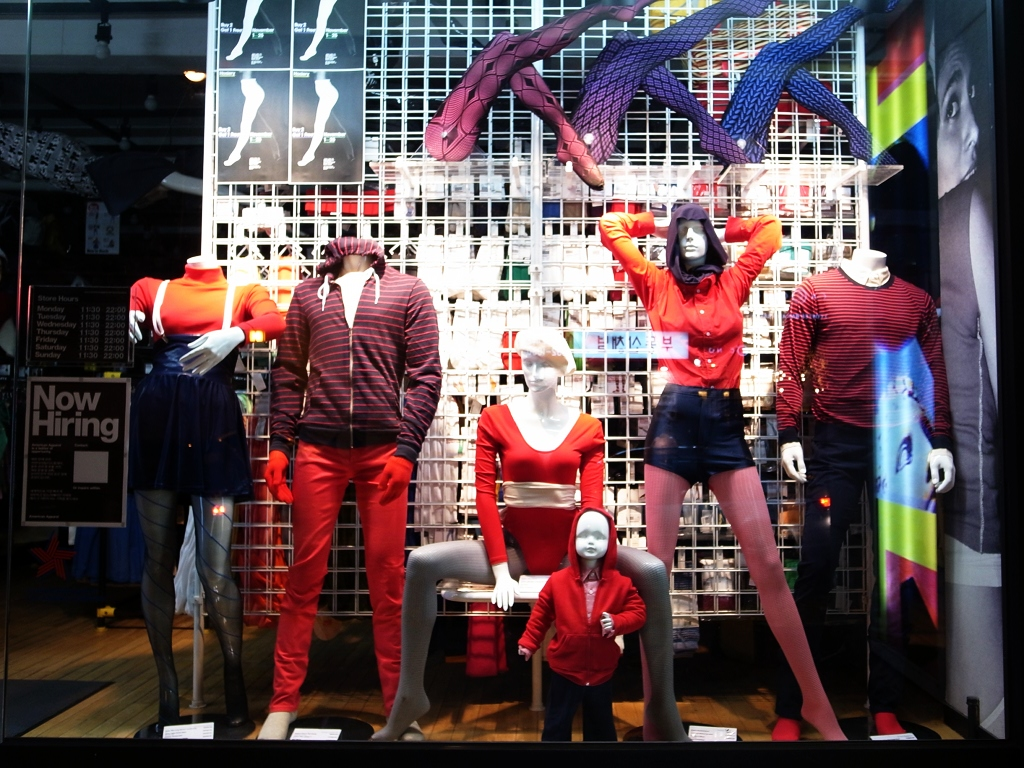
Typische Schaufensterdekoration eines American-Apparel-Ladens, hier in Hongdae-ap, 2009

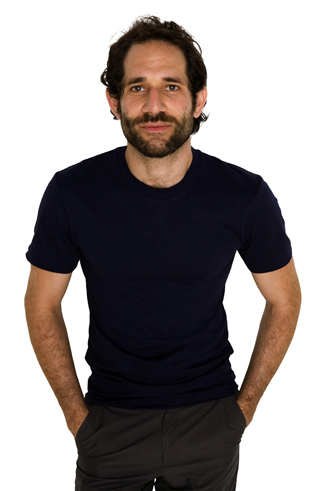
Dov Charney, Gründer und zeitweilig CEO von American Apparel, 2006

1989 verließ der Kanadier Dov Charney die Tufts University, lieh sich Geld von seinen Eltern und gründete in South Carolina American Apparel, um T-Shirts aus amerikanischer Baumwolle in den USA zu produzieren und zu verkaufen. 1997 zog Charneys Unternehmen nach Los Angeles. 2003 eröffnete American Apparel den ersten Laden in Los Angeles, gefolgt von New York und Montreal. Ab 2004 verkaufte American Apparel seine Produkte auch online. 2009 erreichte das Unternehmen innerhalb von sechs Jahren mit 281 Läden weltweit die größte Ausbreitung. Im Jahr 2007 ging American Apparel an die Börse, wo das Unternehmen von der Endeavor Acquisition Corporation für 382,5 Mio. US-Dollar gekauft wurde, einer New Yorker Investmentfirma. Charney wurde Chief Executive Officer (CEO) und blieb Mehrheitsaktionär, allen Mitarbeitenden wurden 500 Aktien zugeteilt. Das Unternehmen war erfolgreich und wuchs stark an: 2008 machte es 545 Mio. Dollar Umsatz, das entsprach einem Anstieg zum Vorjahr um 40,8 %. Bekannt war American Apparel für schlichte Basic-Teile wie T-Shirts, Leggins und Sweatshirts in bunten Farben und für Werbung in Softporno-Ästhetik.
Das starke Wachstum, zusammen mit verschiedenen gerichtlichen Auseinandersetzungen, stellte sich zur Zeit der Weltfinanz- und wirtschaftskrise als große Bürde heraus. Das Unternehmen häufte zunehmend Schulden an und musste teure Kredite aufnehmen. 2009 verkaufte das Unternehmen Anteile im Wert von 80 Mio. Dollar an die Beteiligungsgesellschaft Lion Capital, die American Apparel 2011 und 2013 abermals vor der Insolvenz bewahrte.
Von 2011 bis September 2015 wurde John Luttrell als Finanzchef (CFO) eingestellt, um das Unternehmen wieder gewinnbringend zu machen. Luttrell und Charney arbeiteten jedoch nicht gut zusammen. Zudem nahm die Kritik an den Werbekampagnen des Unternehmens zu, denen Ausbeutung, Sexismus und Misogynie vorgeworfen wurde. Im Juni 2014 wurde Dov Charney seiner Ämter als Geschäftsführer und Präsident enthoben. Als Grund wurden die Ermittlungen gegen Charney wegen sexueller Belästigung genannt, Charney selbst sah diese Begründung als vorgeschoben an und sprach von einem Putsch.
Kurzzeitig wurde John Luttrell als Interim-CEO eingestellt, schließlich wurde im Dezember 2014 Paula Schneider zur neuen CEO ernannt, die zwar Charneys Herstellungs- und Verkaufsstrategien beendete, allerdings die Marketingstrategie mit den umstrittenen Kampagnen beibehielt. Im Oktober 2015 beantragte American Apparel Gläubigerschutz und meldete nach Chapter 11 Insolvenz an. Im Zuge des Insolvenzverfahrens wurde American Apparel von der Börse genommen und seit Februar 2016 als American Apparel LLC geführt.
Im Oktober 2016 verließ Schneider American Apparel, im November 2016 meldete das Unternehmen erneut Insolvenz an. Die Marke American Apparel, nicht jedoch die Ladengeschäfte, wurden in einer Versteigerung 2017 von Gildan Activewear für 88 Mio. Dollar erworben. Alle Läden weltweit und die Fabrik in LA wurden geschlossen, die Produkte werden seitdem auch außerhalb der USA produziert und nur noch online an den Einzelhandel und die Kundschaft verkauft. Dov Charney gründete mit Los Angeles Apparel eine neue Marke unter seiner ursprünglichen Geschäftsidee.

## Arbeitsbedingungen

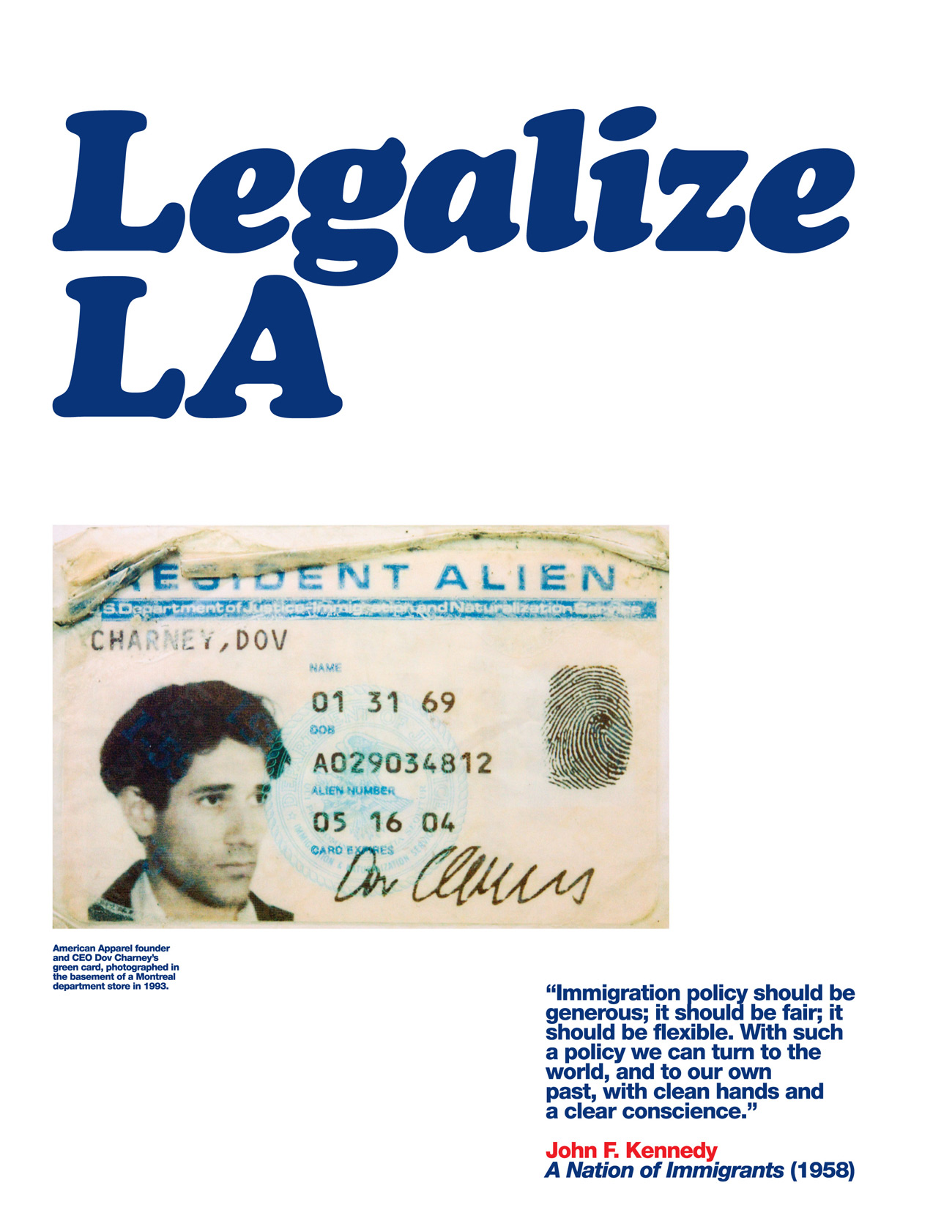
Werbekampagne Legalize LA von American Apparel, 2008

Eine Besonderheit war, dass dieses Unternehmen nach eigener Aussage Sweatshop-freie Kleidung anbot, die in der Innenstadt von Los Angeles mit Durchschnittslöhnen von 12 US-Dollar hergestellt wurden. Die Angestellten erhielten bezahlte Time off (zwischen 5 und 14 frei verfügbare Tage für Urlaub oder auch Krankheit), Gesundheitsvorsorge, subventionierte Verpflegung, Jobtickets, Unterricht in Englisch als Fremdsprache und die Möglichkeit kostenloser Ferngespräche. Ab 2008 engagierte sich American Apparel mit der Initiative Legalize LA für die Rechte von Immigranten. Das Thema war dem Unternehmen nah, da neben Charney auch viele seiner Arbeiter Immigranten waren, teils ohne Papiere.
2009 zwang die Einwanderungsbehörde American Apparel dazu, 1.800 Arbeiter, ein Viertel der gesamten Belegschaft, wegen fehlender oder fehlerhafter Papiere zu entlassen. Zusammen mit der beginnenden Rezession 2010 führten die darauf folgenden Produktionsrückstände zum Umsatzrückgang.

## Kritik
Vereinzelt wurde American Apparel vorgeworfen, die gewerkschaftliche Organisation der Arbeitskräfte zu unterdrücken.
Kritik gab es auch immer wieder an den Werbekampagnen von American Apparel, die in der Regel aus Schnappschüssen von Dov Charney bestanden. Sie wurden dafür kritisiert, zum Teil minderjährige Frauen in sexualisierten Posen abzubilden. Den Fotos wurde Ausbeutung, Sexismus und Misogynie vorgeworfen.
Immer wieder wurde Unternehmensgründer und CEO Dov Charney sexuelles Fehlverhalten vorgeworfen. 2005 reichten drei ehemalige Angestellte gegen den Unternehmensgründer und CEO Dov Charney Klage ein wegen sexueller Belästigung am Arbeitsplatz. 2011 kamen von fünf weiteren ehemaligen Angestellten weitere Vorwürfe auf, darunter die des sexuellen Übergriffs. Alle Anklagen gegen Charney wurden jedoch beigelegt, abgewiesen oder mussten an ein privates Schiedsgericht verwiesen werden, da die Mitarbeiterinnen in ihren Verträgen unterschrieben hatten, sie würden nicht gerichtlich gegen das Unternehmen oder Charney vorgehen. Während eines Interviews im Jahr 2004 soll er vor einer Reporterin masturbiert haben, was die Reporterin allerdings nachträglich als einvernehmlich darstellte. In mehreren Interviews soll er nur in Unterhosen bekleidet erschienen sein.

## Filmdokumentation
- Trainwreck: Der American Apparel-Kult. Netflix, 2025.